# Wheatstone Glacier
Wheatstone Glacier är en glaciär i Antarktis. Den ligger i Västantarktis. Argentina, Chile och Storbritannien gör anspråk på området. Wheatstone Glacier ligger 853 meter över havet.
Terrängen runt Wheatstone Glacier är bergig åt sydost, men åt nordväst är den kuperad. Trakten är obefolkad. Det finns inga samhällen i närheten. 